# Margarete Gropp
Margarete Gropp (geborene Sachse; * 3. Dezember 1888 in Charlottenburg; † 19. Oktober 1965 in Hanau) war eine deutsche Ärztin und niedergelassene Gynäkologin, die noch im Kaiserreich studiert und promoviert hat.

## Herkunft, Familie
Henriette Margarete Sachse wurde als zweites Kind des aus Eisleben stammenden Charlottenburger Gymnasiallehrers und Dr. der Philosophie Johann Friedrich Richard Sachse und seiner Ehefrau Agnes Emilie Alma, geborene Hüniger, kurz vor ihrer Zwillingsschwester geboren. Die Schwestern hatten noch einen eineinhalb Jahre jüngeren Bruder.
Margarete Sachse wurde am 10. Februar 1889 in der Luisenkirche am Charlottenburger Kirchplatz, heute Gierkeplatz, evangelisch getauft.
Der Vater hatte an der Universität Halle-Wittenberg studiert und 1881 promoviert, war seit 1882 Lehrer in Charlottenburg und 1905 Professor. 1918 erhielt er zum Ruhestand den Roten Adlerorden VI. Klasse. In den 1930er Jahren zog er zu seiner ältesten Tochter Margarete nach Hennigsdorf und starb dort 1944.

## Schule, Studium, Erster Weltkrieg
Margarete Sachse besuchte das Reform-Realgymnasium für Mädchen in Charlottenburg und machte Ostern 1909 das Abitur. Zum Winterhalbjahr 1909/1910 begann sie ein 10-semestriges Studium der Medizin an der Friedrich-Wilhelms-Universität zu Berlin und wohnte unweit in der Spandauer Straße.

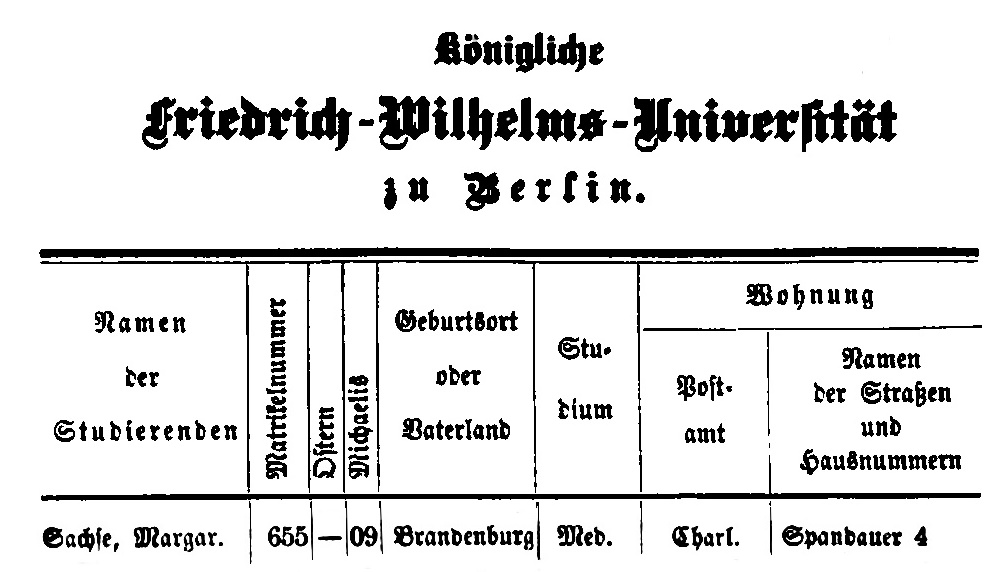
Matrikel der Friedrich-Wilhelms-Universität zu Berlin, 1909

Die deutschen Universitäten waren bis dahin männlich geprägt, erst wenige Frauen hatten zuvor in Deutschland studiert, am Ende des 19. Jahrhunderts wurde es allmählich erlaubt und allgemein in Preußen erst 1908. Ende 1909 war das Lehrpersonal an der Friedrich-Wilhelms-Universität rein männlich, etwas mehr als 7 % der Studierenden waren weiblich, in der dortigen medizinischen Fakultät etwa 11 %.
Aufgrund der Zuspitzung der Konfliktlage im Sommer 1914 machte Margarete Sachse am 3. Juni 1914 das Staatsexamen als sogenannte ärztliche Notprüfung. Das zweite Staatsexamen folgte am 3. August 1914 in Berlin, die Approbation am 3. Oktober 1914. Anschließend war sie Assistentin am Königlichen Medizinal-Untersuchungsamt in Stade. Die Dissertation schrieb sie über das Thema Untersuchungen über die Bedeutung des Coli-Nachweises im Wasser und der Eijkmanschen Methode, mit der sie am 22. Mai 1915 beim Hygieneprofessor Carl Flügge zum Doktor der Medizin promovierte. 1917 bis 1919 arbeitet sie als Assistenzärztin in der Universitäts-Frauenklinik in Königsberg in Preußen.

## Eigene Familie
Margarete Sachse heiratete am 7. September 1920 in Charlottenburg den aus Genf stammenden Gerichtsassessor außer Dienst Hilfsreferent im Berliner Reichsschatzministerium Oskar Paul Albert Gropp. Das Ehepaar bekam 1921 und 1922 zwei in Berlin geborene Kinder, um die sich Margarete Gropp in den folgenden Jahren kümmerte.

## Niedergelassene Frauenärztin in Hennigsdorf und Berlin, Lebensende
Ab Anfang 1929 war Margarete Gropp niedergelassene Gynäkologin und Kreisärztin in Hennigsdorf, Kreis Osthavelland.
Ende der 1940er Jahre verließ sie Hennigsdorf, in den 1950er Jahren stand sie als Frauenärztin in den Berliner Telefonbüchern, zuerst in der Weddinger Kameruner Straße, dann in der Müllerstraße, ab 1953 zusätzlich mit einer Privatwohnung in Charlottenburg.
Margarete Gropp starb am 19. Oktober 1965 in Hanau am Main.